# Яна Фетт
Яна Фетт (хорв. Jana Fett; нар. 2 листопада 1996 року, Загреб) — хорватська тенісистка. Станом на березень 2018 року переможниця п'яти турнірів ITF у одиночному і чотирьох у парному розрядах.

## Кар'єра
У рейтингу юніорського туру Міжнародної федерації тенісу (ITF) Яна Фетт посідала 12 місце, якого вона досягла 24 лютого 2014 року. В юніорському турнірі Великого шолома в одиночному розряді (Відкритий чемпіонат Австралії з тенісу 2014 року) Яна Фетт посіла друге місце, поступившись російській тенісистці Єлизаветі Куличковій.
У 2015 році Фетт перемогла в одиночному розряді міжнародного професійного турніру Dunlop World Challenge в Тоете, обігравши у фіналі таїландську тенісистку Луксику Кумкхум. На березень 2018 року це найвищий титул, завойований Яною.
У 2017 році Яна Фетт вперше брала участь у турі Жіночої тенісної асоціації (WTA) — на Міжнародному тенісному турнірі в Хобарті (Австралія), де в півфіналі програла бельгійці Елісе Мертенс. У тому ж році Фетт брала участь у своєму другому турнірі WTA — відкритому чемпіонаті Японії, де здобула свою першу перемогу над гравцем з ТОП-20 — Крістіною Младенович. У півфіналі Яна програла японській тенісистці Мії Като. У 2017 році Фетт досягла своїх кращих результатів у світовому рейтингу: 97 позиція в одиночному розряді (12 жовтня) і 357 в парному (30 жовтня).
У 2018 році Фетт брала участь у Відкритому чемпіонаті Австралії, де у другому раунді поступилася майбутній чемпіонці Каролін Возняцкі, хоча та й програвала по ходу третього сету з рахунком 1-5 (загальний рахунок Фетт і Возняцкі у другому раунді: 6-3, 2-6, 5-7).